# لاميتا الديب
لاميتا جوزيف الديب (9 فبراير 2005) هي لاعبة كرة قدم لبنانية تلعب كحارسة مرمى لنادي نادي أيليفين فوتبول برو والمنتخب اللبناني.

## مهنة دولية
ظهرت لأول مرة على المستوى الدولي مع منتخب لبنان في 24 أغسطس 2021 في كأس السيدات العربيات 2021. ولعبت في بطولة اتحاد غرب آسيا 2022، ليحتل المنتخب اللبناني المركز الثاني.